# Metro de Belgrado
El Metro de Belgrado (en serbio: Београдски метро / Metro Beogradski) es un sistema de tránsito rápido planificado en la ciudad de Belgrado, capital de Serbia, actualmente en construcción. La construcción completa del sistema de metro se ha retrasado en numerosas ocasiones, principalmente por falta de financiación. La construcción de la primera línea se inició el 22 de noviembre de 2021.
Belgrado tiene una población de alrededor de 1,7 millones de habitantes, lo que la convierte en la ciudad más grande por población sin un sistema de transporte rápido en Europa. La congestión vehicular es común y la mala infraestructura ha ejercido una presión adicional sobre la ciudad, mientras que el sistema de transporte público existente es incapaz de transportar eficientemente a los pasajeros incluso desde los suburbios al centro de la ciudad y viceversa. Al mismo tiempo, se considera que el sistema ferroviario de cercanías BG Voz, que pasa bajo tierra por el centro de la ciudad, solo tiene la función de tren S.
Como resultado de décadas de desgracias relacionadas con la construcción del sistema de metro, usando juegos de palabras, Belgrado ha sido llamada en broma "la mitad de una metrópoli" (en serbio : "metrópolis" – metropola ; "subterráneo" - metro ; "mitad" – pola ).

## Historia

### Década de 1920
La propuesta de un sistema de metro se mencionó por primera vez en 1923. Fue previsto en el primer plan urbano de Belgrado adoptado tras un concurso de diseño internacional.

### Década de 1930
En 1938 se propusieron las tres primeras rutas: Bulevar kralja Aleksandra - Zemun, Kalemegdan - Autokomanda y Topčider - Viline Vode (estación de tren "Dunav"). Se planeó que la línea Kalemegdan fuera una línea turística, la cual se conectaría con las vías regulares sobre el suelo y continuaría hasta Avala, una montaña en las afueras de la ciudad. Los planes fueron abandonados debido al estallido de la Segunda Guerra Mundial.

### Década de 1950
Después de haber sido finalizada la guerra, las autoridades de la ciudad se concentraron en reconstruir la infraestructura urbana demolida, impulsando la introducción de trolebuses. Los planificadores urbanos han contemplado la posibilidad de introducir un metro en el sistema de transporte de Belgrado desde principios de los años 1950, pero no había proyectos reales en esa dirección. Desde las discusiones del "Plan Urbano General" de la década de 1950 se han discutido varias ideas sobre cómo construir el metro.  El primer plano adecuado surgió en 1958, cuando el arquitecto Nikola Dobrović sugirió una línea que discurría a lo largo de Kalemegdan, Terazije, Slavija y Čubura.

### Década de 1960
Los primeros estudios de tráfico especializados para el futuro metro se llevaron a cabo en 1965, sólo tres años después de que se realizaran los primeros estudios de este tipo en Chicago. En 1968 surgió un plan integral, dirigido por Savo Janjić. El plan preveía tres líneas, con una longitud total de 33 km, con 35 estaciones. Los barrios proyectados para su inclusión en la red de metro fueron: Zemun, Nueva Belgrado, Zvezdara, centro, Dorćol, Čubura, Banjica, Čukarica, Palilula, Višnjica con la posterior incorporación de Braće Jerković y Dunavski Venac.
Según el plan urbano general de la ciudad (GUP) de la década de 1960, Cvetni trg fue concebido como la ubicación de la futura estación central de metro de Belgrado, que también reemplazaría a la estación de tren principal de Belgrado. Los túneles conducirían el tráfico en dirección norte a sur. Sin embargo, las autoridades ferroviarias se opusieron al proyecto, por lo que los planes fueron abandonados.

### 1970s

Plan del Metro de Belgrado

El trabajo adecuado para la creación del proyecto de metro comenzó con el mandato del alcalde Branko Pešić. En 1972, se tomó la decisión de construir el nuevo cruce ferroviario de Belgrado, que incluiría túneles bajo Vračar y Dedinje. Una vez finalizado el cruce ferroviario, se planificó la construcción de un sistema de metro.
Para ello, a principios de los años 1970 se creó la sección del Metro dentro de la administración de la ciudad, encabezada por Branislav Jovin, el principal urbanista de Belgrado en ese momento. Jovin y miembros de su equipo visitaron Munich, Alemania, antes de los Juegos Olímpicos de Verano de 1972. Munich fue elegida específicamente como una ciudad con uno de los mejores esquemas de tráfico de Europa, mientras que su metro, Munich U-Bahn, que se terminó en 1971, se construyó utilizando las técnicas más rápidas y modernas de la época.
La sección produjo el más completo de todos los planes de metro en 1976. Los planificadores previeron cinco líneas de metro diferentes y cuatro líneas regionales adicionales. En la sección trabajaron más de 150 expertos. Antes de redactar los planos se realizaron estudios geotécnicos y geodésicos. Se suponía que las primeras líneas serían Zemun - Vukov Spomenik (vía Nueva Belgrado y Terazije; con extensión posterior a Mali Mokri Lug ) y Kalemegdan-Autokomanda, y estaba previsto que estuvieran terminadas en ocho o nueve años. El precio proyectado de los primeros 14 km del metro costaba mil millones de euros (en tasas de 2009). Las otras tres líneas previstas eran Dorćol-Braće Jerković, Bežanija - Jajinci y Dorćol- Kneževac . Desde esas estaciones exteriores, Belgrado estaría conectada directamente mediante trenes con las ciudades de Zrenjanin, Ruma, Požarevac y Pančevo.
El plan preveía que Zemun y Terazijska Terasa estarían conectadas en la década de 1980, y para ello se construiría un puente subterráneo adicional sobre el río Sava, que se extendería desde la calle Nemanjina. Toda la red debía tener 74 km de vías y 84 estaciones, mientras que la fecha límite final para la finalización de todas las líneas y otros objetos planificados sobre el suelo era en 2021.

### Década de 1980
En diciembre de 1981 se terminó el plan Metro Belgrado y se presentó al ayuntamiento en 1982. Una de las ideas era que la Unión Soviética podría construir el metro y, al hacerlo, liberarse de la deuda contraída con Yugoslavia. Sin embargo, las repúblicas de Eslovenia y Croacia se opusieron a esto. Debido a sus objeciones, este plan no se llevó a cabo.

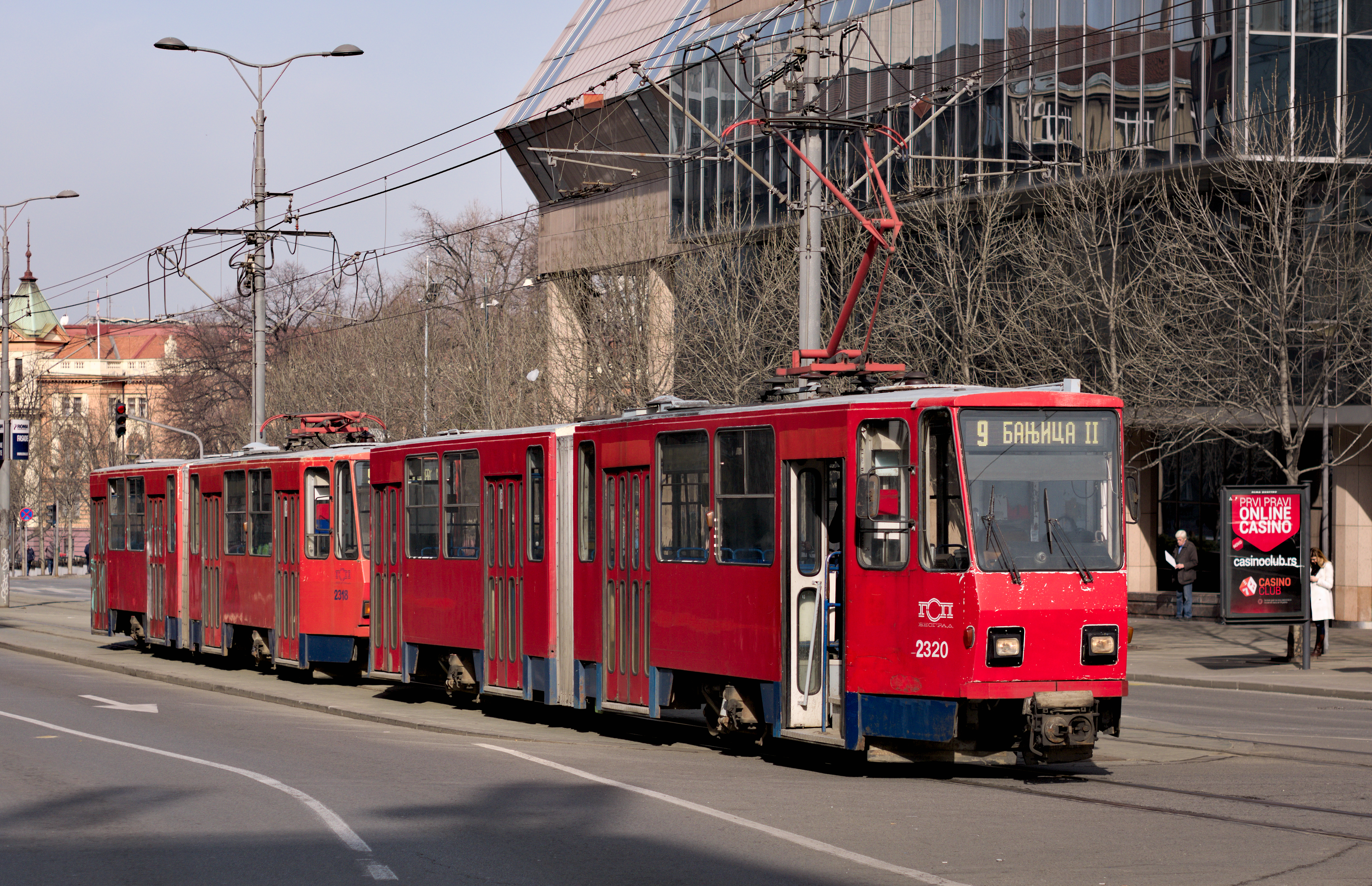
En 1982 se optó por ampliar la red existente del sistema de tranvía de la ciudad.

La ciudad organizó un impuesto autoimpuesto obligatorio (samodoprinos) que gravaba los salarios de todos los belgradeses empleados. El fondo destinado específicamente a la construcción del metro aumentó a 200 millones de dólares. En comparación, la ciudad de Viena, capital de Austria, construyó su primera línea de metro en 1967 por 100 millones de dólares. De repente, la idea fue declarada "demasiado cara" y el director ejecutivo de la ciudad, Radoje Stefanović, suspendió el plan original de construcción del metro de 1976 a favor de la ampliación de la red existente del sistema de tranvía de Belgrado en 1982 (proyecto "Con tranvías en el siglo XXI"). Según el arquitecto Dragoljub Bakić, Stefanović llamó a los ingenieros que habían trabajado en el proyecto durante 12 años y les dijo que cavaran un hoyo y enterraran en él todos los proyectos del metro.
El mismo proyecto fue relanzado posteriormente varias veces, pero se utilizó para obtener beneficios políticos a corto plazo. En 1986, el nuevo director ejecutivo de la ciudad, Živana Olbina, restauró el tramo del metro.

### Década de 1990
La crisis económica que enfrentó Yugoslavia a finales de los años 1980 empeoró en los años 1990. Las guerras en las repúblicas vecinas y las sanciones económicas sólo contribuyeron a empeorar las cosas. El alcalde Milorad Unković rechazó el proyecto en 1991 y aceptó el concepto de tren ligero. Sin embargo, la discusión sobre un sistema de metro volvió, después de la finalización del cruce ferroviario de Belgrado, en 1995. Según las conversaciones de los funcionarios, la construcción del puente sobre el río Sava para el metro se planeó en 1998.
Al principio, en 1995 se abrieron dos estaciones de metro, Vukov Spomenik y Karađorđev Park, que se integraron en el sistema ferroviario suburbano de Beovoz. Están situadas en túneles construidos para el proyecto de metro abandonado y se parecen a las estaciones de metro de columnas convencionales.
El alcalde Zoran Đinđić revitalizó en 1997 la idea del metro completo, pero debido a que  fue destituido de su cargo, el nuevo director ejecutivo de la ciudad, Spasoje Krunić, ese mismo año suspendió nuevamente la sección del metro.

### 2000s

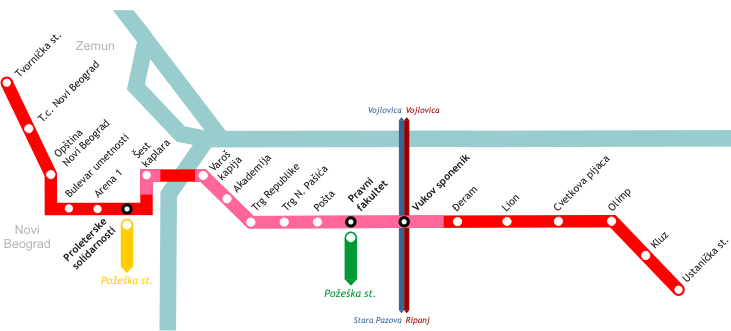
Plan del Metro de Belgrado en 2004

El 3 de julio de 2004 se presentó al público el proyecto BELAM. Un estudio de viabilidad en 2004 estimó que la construcción del metro completo no sería rentable, ya que la ciudad no está creciendo tanto como en los años 70, por lo que el número de viajeros tampoco estaría creciendo tanto. Se favoreció el proyecto de un tren ligero, parcialmente sobre y parcialmente bajo tierra. El precio también se tiene en cuenta, ya que el estudio afirma que la línea de tren ligero Zemun (calle Tvornička) - Konjarnik (calle Ustanička) costaría la mitad del importe, es decir, unos 500 millones de euros. El proyecto del tren ligero fue impulsado por el alcalde Nenad Bogdanović. Luego de contratar dos empresas para hacer un estudio; Juginus, una empresa local de Belgrado, y la española Ineco, se llegó a la conclusión de que era necesario construir un sistema de tren ligero. La construcción se incluyó en el nuevo plan general de la ciudad de 2003 y estaba previsto que comenzara en 2006. La apertura de la primera sección estaba prevista para 2012 y las dos líneas estarían terminadas en el año 2021. Ineco proyectó que el tren pasaría por encima del suelo por la calle más larga del centro de Belgrado, el Bulevar Kralja Aleksandra, pero en 2009 la idea se abandonó.
Esta decisión fue duramente criticada por un gran número de urbanistas, encabezados por Branislav Jovin, mientras que los arquitectos cercanos a las autoridades de la ciudad defendían la construcción, lo que provocó una polarización sustancial entre los opositores y los defensores del plan del metro ligero. Se hicieron anuncios de que la construcción comenzaría en la próxima primavera. Sin embargo, esto nunca llegó a realizarse y el plan para la construcción del sistema de tren ligero se desvaneció discretamente.
A medida que pasó el tiempo, el plan fue modificado. El metro ligero iba a contar con tres líneas. Se suponía que la construcción comenzaría en 2008 y la primera línea se inauguraría en 2013 con un coste de 450 millones de euros.
Más tarde, el alcalde Dragan Đilas volvió a la idea del metro completo, a diferencia de la versión ligera. A finales de 2008, anunció que un metro siguiendo las líneas del plan de 1976 sería más probable que un metro ligero. En la sesión del Consejo Nacional de Infraestructuras, el Metro de Belgrado es, según el ministro de Infraestructuras, Milutin Mrkonjić, el tercer proyecto más importante en Serbia, después de las redes de carreteras y ferrocarriles. Aunque el Metro se convirtió en un problema nacional, todavía no había planes definidos.
En 2009, una delegación rusa visitó Belgrado y un préstamo de 500 millones de euros se arregló para el metro. Sin embargo, terminó fracasando porque Belgrado no tenía ningún proyecto terminado. Se anunció que tardaría al menos dos años en terminar el proyecto y aún no estaba decidido si sería el metro completo o el ligero.

### Década de 2010

#### 2010–2013
En 2010, se afirmó que la construcción del metro comenzaría en dos años. La primera línea se extendería de este a oeste, yendo por encima del suelo en Novi Beograd y de manera subterránea en el centro y en los distritos vecinos. La segunda línea se planificó de norte a sur, siendo subterránea en el centro a través de túneles ya construidos. Las dos líneas se cruzarían en el centro de la ciudad, cerca de la incompleta estación principal de trenes Beograd Centar (Prokop).
En noviembre de 2011, se afirmó que el metro se construiría con una estrecha cooperación y asistencia de empresas francesas. El grupo Egis crearía un concepto global de metro para la ciudad, mientras que la empresa Alstom se encargaría del tendido de vías, la electrificación, los equipos de señalización y el material rodante. De igual manera, también se anunció que la construcción comenzaría en dos años.
Algunas fuentes señalan que el sistema tendrá inicialmente 36 km y 55 estaciones, mientras que otros dicen que tendrá 15 km y 25 estaciones.  La velocidad promedio debe ser de 28,2 km/h. Las obras durarán 10 años, como se había estimado anteriormente, y cada kilómetro costará unos 60 millones de euros.
En diciembre de 2011, el gobierno francés habló de destinar 1000 millones de euros en créditos para financiar la construcción del metro.
En 2011, se dijo que se esperaba que la primera línea de metro se inauguraría en 2017 y se extendería desde la calle Ustanička, en el centro de Belgrado, hasta la calle Tvornička en Zemun.

#### 2014–2019
IEn 2014, el alcalde de Belgrado, Siniša Mali, habló de la construcción del metro a partir de 2016 y de que incluso el gobierno francés podría apoyar la construcción y financiación del metro. En 2015 afirmó que el precio sería a partir de 800 millones de euros a 1,1 mil millones de euros, pero en 2016 dicha cifra aumentó a 2 mil millones de euros.
En julio de 2017 no se había completado ninguno de los proyectos y el metro todavía estaba en espera. En cambio, el 3 de julio de 2017 se anunció un nuevo plan que prevé las dos primeras líneas como la de 22 km de largo Makiš - Mirijevo (a través del anfiteatro Sava y Karaburma ) y la de 19,8 km de largo Zemun-Ustanička. La construcción debía comenzar a finales de 2019 o principios de 2020 y estar terminada en tres o cuatro años. A diferencia de cualquiera de los proyectos anteriores, el metro iba a complementar el sistema ferroviario existente BG Voz, incluido el traslado de pasajeros. El estudio de prefactibilidad sería realizado por el Grupo Egis. El plan es que el estudio tarde nueve meses en completarse y luego se redactaría el proyecto principal. El proyecto también se diferencia de todos los anteriores porque establece el cruce de las líneas principales bajo el paseo marítimo de Belgrado en el banco Sava, un proyecto muy controvertido por parte del presidente de Serbia, Aleksandar Vučić, y el alcalde Mali, en lugar de las plazas centrales de la ciudad de Terazije o la Plaza de la República como estaba previsto en décadas anteriores. Mali también anunció que la primera línea será Makiš Field-Mirijevo (es decir, Višnjičko Polje). 
Los arquitectos e ingenieros reaccionaron negativamente, sobre todo porque actualmente ambas terminales no son más que brezales todavía no urbanizados, aunque el alcalde Mali afirmó que esta línea conectará los proyectos futuros que "junto con el desarrollo del metro, aportarán miles de millones de euros en inversiones". y millones de metros cuadrados de las nuevas áreas de negocio". El Dr. Ratomir Vračarević, ingeniero de tráfico y profesor de la Facultad de Ciencias Técnicas de la Universidad de Belgrado, dijo que las encuestas muestran que en esta dirección hay un número muy bajo de viajeros potenciales, muy por debajo del nivel de rentabilidad. Añadió que todavía no sabemos cuánto irá por debajo o por encima del suelo y que la sección del paseo marítimo de Belgrado será costosa en general, especialmente si pasa a ser subterránea porque el área se construyó sobre un vertedero. Branislav Jovin, autor del proyecto del metro de los años 70, afirmó que todo en la ciudad está subordinado al paseo marítimo de Belgrado. Se dirigió al derecho de 1,65 millones de habitantes de Belgrado que merecen más tener un metro en lugar de la población, aún inexistente, de Belgrado Waterfront, ya que todavía no se ha construido ni un solo edificio. Como el proyecto está diseñado como un complejo ultralujoso para ricos, Jovin preguntó: "¿De verdad crees que las personas que viven en esos lujosos apartamentos viajarán en metro?". También cree que Makiš fue elegido por el proyecto anunciado de Tesla Grad ("Ciudad Tesla") por Bogoljub Karić, Karić, un magnate que huyó del país para no ser juzgado por planes financieros, regresó después del cambio de gobierno y anunció el "Tesla Grad", un complejo residencial-empresarial en Makiš Field. Los críticos también señalaron que Makiš es la principal planta de purificación de agua en Belgrado y criticaron la evaluación del alcalde de que su plan SMART es el "primer estudio serio" sobre el tema. Algunos arquitectos, como Marin Krešić, calificaron abiertamente el proyecto de Makiš de "pestoso".
Stanko Kantar, jefe del departamento de transporte ferroviario de la ciudad, defendió la nueva orientación de pradera a pradera. Básicamente, cuestionó el estudio de 1976, calificando de error numerosos puntos del mismo: densidad de población, direcciones con mayor número de viajeros, mala conexión de los puntos de cambio de tráfico, distancia desde las estaciones propuestas. Añadió que Makiš es bueno porque hay suficiente espacio para un depósito, una estación y un aparcamiento y que la ciudad "ganará dinero" porque el precio de los terrenos circundantes aumentará. Añadió que el antiguo estudio también es malo porque supuestamente se hizo para una ciudad proyectada de 3 a 3,5 millones de habitantes, mientras que las proyecciones fijaban una cifra de 1,9 millones para el año 2033. El arquitecto Jovin calificó toda la explicación como una manipulación. Afirma que Belgrado tenía entonces 1,4 millones de habitantes, que la red se hizo para una ciudad de 2 millones de habitantes y que el "viaje distributivo" previsto en el plan permite en realidad que el 80% de los habitantes lleguen de cualquier punto A a punto B en máximo 30 minutos. También afirmó que la metodología utilizada para el proyecto de 2017 (número de pasajeros, carga proyectada) fue abandonada en Europa inmediatamente después de la Segunda Guerra Mundial y remarcó que quienes hicieron el plan, en general, no son expertos en el tema.
El alcalde Mali emitió una declaración en febrero de 2018 diciendo que "en ningún lugar del mundo el metro se construye en zonas densamente pobladas de la ciudad". Esto provocó una burla pública masiva de su afirmación en las redes sociales, mientras que los expertos publicaron mapas y explicaciones que refutan su afirmación. Continuaron las críticas a la ruta Makiš-Višnjica. Los miembros de la Academia de Ciencias y Artes de Serbia, el ingeniero de transporte Dušan Teodorović y el experto en transporte público Vukan Vučić desaprobaron el proyecto. Vučić dijo que el cruce previsto de dos líneas en el paseo marítimo de Belgrado no tiene sentido porque tanto las estaciones principales de autobuses como las de ferrocarril quedarán desplazadas de esa posición. Teodorović afirmó que los inversores y la administración de la ciudad dibujan todo tipo de líneas (metro, ferrocarril, etc.) como lo hacen los niños con los marcadores. Nenad Kecman, director ejecutivo de Ferrocarriles Serbios, afirmó que este es el único caso en el mundo en el que el metro no está conectado con ninguna estación ferroviaria. El ex director del Instituto Urbano de Belgrado y arquitecto Borislav Stojkov también destacó la desconexión del sistema planificado con otras rutas de transporte urbano y el hecho de que no se consultó a los profesionales del sector.
En febrero y marzo de 2018, el futuro metro fue uno de los puntos centrales del gobierno de la ciudad en la campaña para las elecciones locales en Belgrado. Se prometió una rápida construcción del metro y se acuñó el lema "tan rápido como decir 'metro'". Se reclutó a celebridades para promocionarlo y comprar los billetes para el futuro metro. Después de ganar las elecciones, a finales de marzo la administración de la ciudad anunció un nuevo plan espacial que priorizaba toda una serie de otros proyectos e impulsó la construcción del metro. El nuevo calendario incluía finalizar los trámites y comenzar la primera fase de la primera línea (Makiš-Ada Huja o Mirijevo) en 2027; finalizar la segunda fase de la primera línea (por ejemplo, completarla), finalizar los trámites para la segunda línea (Ustanička-Zemun) y comenzar su construcción en 2033.
El cronograma se cambió una vez más en junio de 2018, cuando el parlamento de la ciudad adoptó un nuevo plan. Preveía redactar el plan en los próximos 27 meses, comenzar la construcción en 2020 y finalizar la primera línea en 2022. Sin embargo, el teniente de alcalde Goran Vesić afirmó que no es optimista en cuanto a que el proyecto se terminará según lo previsto. A mediados de la década de 2000 se realizaron estudios geológicos completos para examinar la ruta Zemun-Ustanička. Para la nueva ruta propuesta, no se realizaron estudios reales de ningún tipo y sólo para eso se necesitan entre 1,5 y 2 años.
En septiembre de 2018, la Asamblea de la Ciudad de Belgrado aprobó la incorporación de una agencia pública denominada "Belgrade Metro & Rail" con el propósito de coordinar el próximo proyecto de metro. El teniente de alcalde Vesić reiteró que todo el proyecto costará 3 mil millones de euros, y se espera que la primera fase cueste 1,3 mil millones. En la primera fase se construiría la línea Makiš-Mirijevo antes mencionada sólo hasta Karaburma. "Belgrade Metro & Rail" también se encargará de la infraestructura existente "BG Voz", ya que ese sistema se integrará con las próximas líneas de metro junto con una conexión con el aeropuerto Nikola Tesla de Belgrado. Se dijo que la construcción de la primera fase del proyecto comenzaría en 2020. La longitud total de las dos líneas de la primera fase debe ser de 42 km. Kantar fue designado para dirigir la nueva empresa de metro. A pesar de los acuerdos previos entre los gobiernos serbio y francés, en abril de 2019 el teniente de alcalde Vesić anunció que el metro será financiado por la empresa china "Power China" y construido en colaboración con la ciudad.
Las críticas continuaron sobre casi todo lo relacionado con el proyecto adoptado: rutas (que comienzan en áreas no urbanizadas, pasan por alto algunas de las calles principales y centros médicos y universitarios, cruzan por el paseo marítimo de Belgrado en lugar de por el centro), el precio (anunciado por el Grupo Egis de 4.000 millones de euros para las dos primeras líneas, 1.800 millones de euros para la primera y 2.200 millones de euros para la segunda), selección de las empresas constructoras sin licitación pública, falta de numerosos estudios aún necesarios para las obras a realizar, etc. El teniente alcalde Vesić anunció que "si todo va bien", la construcción comenzará "a finales de 2020" y que no se terminarán todos los estudios y estudios necesarios primero, antes de que comience la construcción, sino que el proyecto se desarrollará "a medida que avanza". El precio resultó ser un problema importante. Mientras que se esperaba que el mismo número de líneas con aproximadamente la misma longitud costaran 2,2 mil millones de euros durante la administración anterior, el precio estimado comenzó a crecer: 3 mil millones de euros (a mediados de 2018), 3,6 mil millones de euros (diciembre de 2018), 4,4 mil millones de euros (junio de 2019).
Los críticos del sector de las ONG señalaron otros hechos preocupantes sobre el proyecto, tras las declaraciones de la ministra de Transportes, Zorana Mihajlović, de Mali (ahora ministra de Finanzas) y de Vesić, tras la reunión de los presidentes francés y serbio, Emmanuel Macron y Aleksandar Vučić. Después de la reunión, Mali afirmó que "estamos más cerca del metro que nunca". Las preocupaciones incluyen: contratistas franceses y chinos aparentemente ya elegidos, aunque no se han firmado contratos oficiales para la construcción real del metro; falta de un proyecto real por parte del gobierno, ya que la negociación con las empresas incluye las posibles rutas que se están adaptando a los contratistas, no a los problemas de transporte de la ciudad; construcción financiera aún inexistente; eludir absolutamente todos los procedimientos legales obligatorios y la falta total de transparencia, ya que los acuerdos se realizan en conversaciones directas entre unos pocos políticos nacionales y empresas extranjeras.  El 19 de septiembre de 2019 se decidió que el inversor sería el Gobierno de la República de Serbia, y no la ciudad de Belgrado.

#### Proyecto 2018-2019
Líneas
Se proyectaron dos líneas, con 43 estaciones, conectadas al sistema BG Voz. La línea 1 debería comenzar en Železnik y terminar en Mirijevo, mientras que la línea 2 comenzará en Mirijevo y terminará en Zemun. También se propuso construir en el futuro una tercera línea desde Banjica. El teniente de alcalde Goran Vesić también anunció una tercera línea, pero desde Voždovac hasta la nueva estación de tren de Belgrado, para conectar el sistema con la estación de tren del centro de Belgrado, ya que las dos primeras líneas la rodean por completo. Sin embargo, la ministra de Transportes, Zorana Mihajlović, afirmó que la Línea 3 no es "objeto de conversaciones" con las empresas francesas.
En la Fase 1 se proponen las siguientes líneas de metro:
| Línea  | Ruta                                 | Longitud           | Estaciones | Notas                                                                       |
| ------ | ------------------------------------ | ------------------ | ---------- | --------------------------------------------------------------------------- |
| L1     | Železnik ↔ Mirijevo                  | 21,3 km (planeado) | 23         | Construcción planeada a iniciar en 2020, pero trasladada a finales de 2021. |
| L2     | Estación de Tren de Zemun ↔ Mirijevo | 19,2 km (planeado) | 20         | Construcción planeada a iniciar en 2020, pero trasladada a finales de 2021. |
| TOTAL: | TOTAL:                               | 40,5 km            | 43         |                                                                             |

Estaciones
Las características de las líneas y estaciones incluyen: 
- 42 estaciones serán completamente subterráneas, con la sección en Makiš por encima del suelo.
- Las líneas se conectarán en la plaza Sava.
- Mirijevo tendrá una estación paralela para ambas líneas.
- Está previsto un túnel bajo el río Sava para la línea 2.

Línea 1
Železnik- Patio de clasificación de Makiš - Žarkovo y Bele Vode -Calle Trgovačka-Calle Požeška- Mercado de agricultores de Banovo Brdo- Puente Ada - Feria de Belgrado - Puente Gazela -Palacio de Justicia-Plaza Sava- Plaza de la República -Calle Francuska- Puerto de Belgrado -Estación Dunav - Puente Pančevo - Estación de tren Karaburma -Calle Diljska-Calle Višnjička-Bulevar Mirijevo-Gimnasio Mirijevo-Mirijevo.
Línea 2
Estación de tren de Zemun-Nueva carretera de Novi Sad-Calle Filipa Višnjića- Estadio Zemun -Senjski Trg-Calle Aleksandra Dubčeka-Nueva Municipalidad de Belgrado- Mercator Center Belgrado - Estadio de Belgrado - Sava Centar -Plaza Sava- Manjež -Calle Makenzijeva-Južni Bulevar-Calle Šumatovačka -Calle Vojislava Ilića- Cvetkova Pijaca -Calle Mite Ružića-Calle Ustanička-Mirijevo.

### 2020s
En febrero de 2020, el teniente de alcalde Vesić confirmó que la construcción comenzaría a finales de 2020, pero en mayo volvió a cambiar la fecha de inicio, diciendo que estaban haciendo todo lo posible para que la construcción comenzara "a finales de 2021". La empresa Alstom anunció su proyecto, que incluye el nuevo puente sobre el Sava, y afirmó que la construcción de la Línea 1 durará aproximadamente cinco años. Francia donó 8,3 millones de euros para los estudios de viabilidad y ambientales y el diseño conceptual, que aún no se han realizado. El ministro Mihajlović también elevó el precio total a 4.500-5.500 millones de euros.  Cuando el 21 de julio de 2020 se firmó solemnemente el contrato para la redacción del estudio de viabilidad, Mihajlović y Vesić afirmaron que la construcción comenzará en "un año y medio", reclamando ahora una longitud de 60 km y subiendo el precio a 6 mil millones de euros. El ministerio de Mihajlović emitió entonces un comunicado afirmando que esto incluye la tercera línea no identificada, pero que de todos modos todo es arbitrario, ya que todavía no hay estudios terminados de ningún tipo. El primer objeto, cuya construcción debería comenzar a finales de 2021, debería ser el depósito en Makiš.
En noviembre de 2020, el ministro Mali y el ministro francés de Comercio Exterior, Franck Riester, firmaron un tratado por valor de 581 millones de euros, que incluyen fondos para el metro. Mali confirmó que la construcción comenzará a finales de 2021. El 22 de enero de 2021 se firmó otro documento más, un Memorando de entendimiento, entre las partes serbia, francesa (tecnología, vías, trenes) y china (obras de construcción). El urbanista jefe de Belgrado, Marko Stojčić, anunció nuevas fechas de inicio: noviembre de 2021 para el depósito de Makiš, primavera de 2022 para la primera línea y 2030 como fecha en la que estarán terminadas las dos primeras líneas, la línea 1 en 2028 y la línea 2 en 2030.
En septiembre de 2021, la ciudad anunció los resultados de la votación pública para seleccionar la apariencia de los vagones de los futuros trenes subterráneos, que comenzó en julio. Los tipos de coches se dividieron en cuatro variantes, denominadas "seguridad", "libertad", "ligero" y "potencia". El ganador fue "seguridad", en tonos azules. También en septiembre se convocó el concurso de diseño arquitectónico para las 16 estaciones de la primera línea. Se supone que todos son diferentes y están diseñados por equipos de jóvenes arquitectos serbios. El proyecto del metro quedó abierto a la inspección pública y sugerencias de posibles cambios, finalizando en septiembre de 2021. Sin embargo, Vesić afirmó que de todos modos no se puede cambiar nada. Varias organizaciones ciudadanas y partidos políticos continuaron criticando el proyecto, y algunos organizaron contraataques y presentaciones de cómo debería ser el proyecto. La Facultad de Ingeniería Civil de la Universidad de Belgrado declaró que "se opone tajantemente" al plan, básicamente se opone a cada parte del proyecto, y especialmente a las rutas. Los expertos de la facultad recomendaron que se construyeran las rutas originales, ya que las propuestas sólo sirven a los intereses de unos pocos inversores (Paseo marítimo de Belgrado y Ciudad Aeropuerto Belgrado). Se sugirió que los inversores financiaran por su cuenta la construcción del tren ligero que conectaría sus inversiones con el metro, citando el ejemplo de Londres.
El jefe urbanista Stojčić dijo que el proyecto no se puede llevar a cabo sin la participación de la Facultad de Ingeniería Civil, pero el personal docente de la facultad votó por una mayoría de más del 90% a favor de renunciar a cualquier participación en el proyecto impulsado por la ciudad. Sin embargo, el profesor Slaven Tica de la Facultad de Ingeniería de Tráfico y Transporte de la universidad, afirmó que sólo su facultad es competente y que no tienen ninguna queja porque "confían en sus colegas de empresas extranjeras" que establecen las rutas. La comisión de apelación del metro anunció entonces que había aceptado uno de los cambios propuestos por los ciudadanos: la construcción de un ramal para conectar los barrios de Vidikovac, Cerak, Labudovo Brdo y Petlovo Brdo.
El 8 de noviembre de 2021, la asamblea municipal adoptó el plan del metro. El gobierno de la ciudad elogió la ocasión y el proyecto, mientras que la oposición lo calificó como "el mayor robo en la historia de Belgrado" y un proyecto elaborado por los políticos y no por expertos, mientras que el urbanista Marin Krešić dijo que se sentía avergonzado en nombre de todo el gremio urbanista. El calendario fijado por los documentos adoptados es: noviembre de 2021, inicio del llenado del campo de Makiš con 1,400,000 m2 de tierra; febrero de 2022: firma del acuerdo sobre la construcción del depósito; Marzo de 2022: firma del acuerdo sobre la construcción de las vías de acceso; Julio de 2022 – firma del acuerdo para la construcción de la primera línea; Mayo de 2023 – inicio de la construcción de las vías de acceso; Noviembre de 2023: inicio de la perforación del túnel. Los trabajos preparatorios en Makiš comenzaron el 22 de noviembre de 2021. Los manifestantes se reunieron en el lugar, aunque no impidieron a los trabajadores. A pesar de calificar esta fecha como histórica en la historia de Belgrado, ninguno de los funcionarios estatales o municipales estuvieron presentes cuando comenzaron las obras.